# Francis De Wolff
Francis de Wolff (Essex, 7 gennaio 1913 – Sussex, 18 aprile 1984) è stato un attore cinematografico e produttore televisivo britannico.

## Biografia
Nato nell'Essex, fece il suo debutto cinematografico nel film Flame in the Heather (1935), e successivamente apparve in numerose pellicole di produzione britannica come Elisabetta d'Inghilterra (1937), L'isola del tesoro (1950), Lo schiavo dell'oro (1951), dal romanzo Canto di Natale di Charles Dickens, in cui interpretò il ruolo dello Spirito del Natale Presente, Ivanhoe (1952), Moby Dick, la balena bianca (1956), Santa Giovanna (1957), A 007, dalla Russia con amore (1963), e Ehi Cesare, vai da Cleopatra? Hai chiuso... (1964).
È forse maggiormente ricordato come attore non protagonista in film horror degli anni '50 e '60, molti dei quali prodotti dalla Hammer Film Productions. Tra questi, da ricordare Prima dell'anestesia (1958), La furia dei Baskerville (1959), L'uomo che ingannò la morte (1959), Il mostro di Londra (1960), Il mostro e le vergini (1964), e La morte nera (1964). La sua ultima apparizione cinematografica risale al 1973 in I tre moschettieri di Richard Lester. 
Numerose le sue apparizioni televisive in molte celebri serie, fra le quali Agente speciale, Maigret, Riccardo Cuor di Leone, Gioco pericoloso, Doctor Who, Il Santo, Rookery Nook, Paul Temple, Dixon of Dock Green, The Tomorrow People, e la miniserie Gesù di Nazareth, in cui interpretò il ruolo di Simone il fariseo.

## Filmografia

### Cinema
- Ten Minute Alibi, regia di Bernard Vorhaus (1935)
- Flame in the Heather, regia di Donovan Pedelty (1935)
- Line Engaged, regia di Bernard Mainwaring (1935)
- Elisabetta d'Inghilterra (Fire Over England), regia di William K. Howard (1937)
- It's Hard to Be Good, regia di Jeffrey Dell (1948)
- L'allegro moschettiere (Cardboard Cavalier), regia di Walter Forde (1949)
- Adamo ed Evelina (Adam and Evelyne), regia di Harold French (1949)
- Il duca e la ballerina (Trottie True), regia di Brian Desmond Hurst (1949)
- Il peccato di Lady Considine (Under Capricorn), regia di Alfred Hitchcock (1949)
- L'isola del tesoro (Treasure Island), regia di Byron Haskin (1950)
- Maria Chapdelaine (The Naked Heart), regia di Marc Allégret (1950)
- She Shall Have Murder, regia di Daniel Birt (1950)
- The Powder Monkey, regia di Arthur Groom e MacGregor Urquhart (1951)
- Flesh and Blood, regia di Anthony Kimmins (1951)
- Lo schiavo dell'oro (Scrooge), regia di Brian Desmond Hurst (1951)
- Tom Brown's School Days, regia di C.M. Pennington-Richards (1951)
- Ivanhoe, regia di Richard Thorpe (1952)
- Miss Robin Hood, regia di John Guillermin (1952)
- Moulin Rouge, regia di John Huston (1952)
- Il principe di Scozia (The Master of Ballantrae), regia di William Keighley (1953)
- I confini del proibito (The Kidnappers), regia di Philip Leacock (1954)
- La gang dei falsari (The Diamond), regia di Montgomery Tully (1954)
- The Man Upstairs, regia di Patrick Hamilton (1954)
- La valle dei Maori (The Seekers), regia di Ken Annakin (1954)
- Geordie, regia di Frank Launder (1955)
- L'amante del re (King's Rhapsody), regia di Herbert Wilcox (1955)
- Here's Archie, regia di Douglas Smith (1956)
- Moby Dick, la balena bianca (Moby Dick), regia di John Huston (1956)
- Odongo, regia di John Gilling (1956)
- La pazza eredità (The Smallest Show on Earth), regia di Basil Dearden (1957)
- Santa Giovanna (Saint Joan), regia di Otto Preminger (1957)
- Sea Fury, regia di Cy Endfield (1958)
- Le radici del cielo (The Roots of Heaven), regia di John Huston (1958)
- Prima dell'anestesia (Corridors of Blood), regia di Robert Day (1958)
- La furia dei Baskerville (The Hound of the Baskerville), regia di Terence Fisher (1959)
- L'uomo che ingannò la morte (The Man Who Could Cheat Death), regia di Terence Fisher (1959)
- Tommy the Toreador, regia di John Paddy Carstairs (1959)
- Ombre bianche (The Savage Innocents), regia di Nicholas Ray (1960)
- Il mostro di Londra (The Two Faces of Dr. Jekyll), regia di Terence Fisher (1960)
- Clue of the Twisted Candle, regia di Allan Davis (1960)
- Merletto di mezzanotte (Midnight Lace), regia di David Miller (1961)
- The Silent Invasion, regia di James Wilson (1962)
- The Durant Affair, regia di James Wilson (1962)
- L'avventuriero di re Artù (Siege of the Saxons), regia di Nathan Juran (1963)
- A 007, dalla Russia con amore (From Russia with Love), regia di Terence Young (1963)
- Le donne del mondo di notte (The World Ten Times Over), regia di Wolf Rilla (1963)
- Le tre vite della gatta Tomasina (The Three Lives of Thomasina), regia di Don Chaffey (1964)
- Il mostro e le vergini (Devil Doll), regia di Lindsay Shonteff (1964)
- La morte nera (The Black Torment), regia di Robert Hartford-Davis (1964)
- Ehi Cesare, vai da Cleopatra? Hai chiuso... (Carry On Cleo), regia di Gerald Thomas (1964)
- Secret service (Licensed to Kill), regia di Lindsay Shonteff (1965)
- S.S.S. sicario servizio speciale (The Liquidator) regia di Jack Cardiff (1965)
- Agli ordini del Führer e al servizio di Sua Maestà (Triple Cross), diretto da Terence Young (1966)
- Questi fantasmi, regia di Renato Castellani (1967)
- L'uomo di Kiev (The Fixer), regia di John Frankenheimer (1968)
- La forca può attendere (Sinful Davey), regia di John Huston (1969)
- Rookery Nook, regia di Eric Fawcett (1970)
- I racconti di Canterbury, regia di Pier Paolo Pasolini (1972)
- I tre moschettieri (The Three Musketeers), regia di Richard Lester (1973)
- Gesù di Nazareth (Jesus of Nazareth), regia di Franco Zeffirelli (1977)

### Televisione
- The Errol Flynn Theatre – serie TV, episodio 1x22 (1956)
- I gialli di Edgar Wallace (The Edgar Wallace Mystery Theatre) – serie TV, episodio 1x01 (1960)

## Doppiatori italiani
- Sergio Fiorentini in Il peccato di Lady Considine
- Nino Bonanni in Ivanhoe
- Bruno Persa in Moulin Rouge
- Vinicio Sofia in Moby Dick, la balena bianca
- Giorgio Capecchi in La furia dei Baskerville
- Renato Turi in Il mostro di Londra
- Carlo Romano in L'avventuriero di re Artù
- Renato Mori in A 007, dalla Russia con amore